# Atypha pulmonaris
Atypha pulmonaris – gatunek motyli z rodziny sówkowatych i podrodziny Xyleninae. Jedyny z monotypowego rodzaju Atypha.
Gatunek ten opisał w 1790 roku E.J.C. Esper jako Phalaena (Noctua) pulmonaris. W 1821 umieszczony został we własnym rodzaju przez Jacoba Hübnera.
Gąsienice tego motyla żerują na miodunkach, żywokostach, dębach i wierzbach.
Owad ten występuje w Europie Środkowej i Południowej, północnej Turcji, Kaukazie i Transkaukazji. W Polsce znany z okolic Krakowa, Górnego i Dolnego Śląska, Tatr, Pienin, Bieszczadów, Roztocza.